# Kanton Renwez
Der Kanton Renwez war bis 2015 ein französischer Wahlkreis im Arrondissement Charleville-Mézières, im Département Ardennes und in der damaligen Region Champagne-Ardenne; sein Hauptort (frz.: chef-lieu) war Renwez. Die landesweiten Änderungen in der Zusammensetzung der Kantone brachten im März 2015 seine Auflösung. Vertreter im Generalrat des Départements war zuletzt Gérard Drumel.

## Geografie
Der Kanton Renwez war 159,23 km² groß und hatte 8304 Einwohner (Stand: 2012).

## Gemeinden
| Gemeinde            | Einwohner (Stand: 2022) | Code postal | Code Insee |
| ------------------- | ----------------------- | ----------- | ---------- |
| Arreux              | 342                     | 08090       | 08022      |
| Cliron              | 412                     | 08090       | 08125      |
| Ham-les-Moines      | 360                     | 08090       | 08206      |
| Harcy               | 503                     | 08150       | 08212      |
| Haudrecy            | 328                     | 08090       | 08216      |
| Lonny               | 618                     | 08150       | 08260      |
| Les Mazures         | 856                     | 08500       | 08284      |
| Montcornet          | 299                     | 08090       | 08297      |
| Murtin-et-Bogny     | 175                     | 08150       | 08312      |
| Remilly-les-Pothées | 263                     | 08150       | 08358      |
| Renwez              | 1637                    | 08150       | 08361      |
| Saint-Marcel        | 320                     | 08460       | 08389      |
| Sécheval            | 536                     | 08150       | 08408      |
| Sormonne            | 527                     | 08150       | 08429      |
| Tournes             | 1058                    | 08090       | 08457      |

## Bevölkerungsentwicklung
| 1962 | 1968 | 1975 | 1982 | 1990 | 1999 | 2012 |
| ---- | ---- | ---- | ---- | ---- | ---- | ---- |
| 5158 | 5521 | 5664 | 6248 | 6882 | 7221 | 8304 |